# Daniel Muchnik
Daniel Muchnik (Diamante, Entre Ríos, 10 de noviembre de 1941-Buenos Aires, 20 de abril de 2021) fue un periodista, economista, historiador y docente argentino con varios libros publicados.

## Labor periodística
En 1963 fue jefe de la sección Economía de la agencia estatal Telam. Trabajó como redactor en las revistas Siete Días y El Porteño y como secretario de redacción en la revista Panorama, en el semanario El Economista, en el diario La Opinión y en el diario Convicción. Entre 1976 y 1992 fue columnista especializado en economía del diario Clarín y posteriormente lo fue en Infobae, cargo que tenía al tiempo de fallecer.

## Docencia universitaria
Se desempeñó como profesor en las universidades de Palermo y Belgrano y en cursos de posgrado de la Facultad de Ciencias Económicas de la Universidad de Buenos Aires.

## Premios y reconocimientos
En 1987 fue galardonado por la Fundación Konex con el premio Konex en el rubro Análisis Económico y el diploma al mérito en Comunicación y, en 2007, recibió el Premio Konex de Platino en la Categoría Comunicación-Periodismo.

## Obras
Sus libros, que suman más de una veintena, fueron reeditados en España y en varios países de Latinoamérica después de ser publicados en Argentina:
- Las AFJP en el ojo de la tormenta
- Aquel periodismo
- Argentina Modelo. De la furia a la resignación
- Breve Historia de la Economía Argentina
- El derrumbe del humanismo  (en colaboración con Alejandro Garvie)
- Economía y vida cotidiana
- Los Empresarios en la Argentina
- Final de fiesta
- Furia ideológica y violencia en los 70 (en colab. Con Daniel Pérez)
- Gallo Negro, Gallo Rojo
- Identidad perdida
- Inmigrantes (1860-1914)
- La negación de la realidad
- Negocios son Negocios. Los empresarios que financiaron el ascenso de Hitler al poder
- La Patria Financiera
- Plata Fácil
- El rechazo mundial a los judíos
- Las rotas
- El Tobogán Económico
- Todo lo que necesitas saber sobre los genocidios del siglo XX
- Los últimos cuarenta años. Argentina a la deriva